# Чапов, Сергей Михайлович
Сергей Михайлович Чапов (1889—1951) — участник Белого движения на Юге России, офицер 1-го танкового дивизиона. 

## Биография
Сын потомственного почетного гражданина. Уроженец Белостокского уезда Гродненской губернии.
Среднее образование получил в Белостокском реальном училище. Воинскую повинность отбывал в 25-й артиллерийской бригаде, 9 ноября 1912 года был произведен в прапорщики запаса легкой артиллерии по Двинскому уезду.
С началом Первой мировой войны был призван в 29-ю артиллерийскую бригаду. Произведен в подпоручики 11 марта 1916 года, в поручики — 17 января 1917 года. Позднее был перемещен во 2-ю Особую артиллерийскую бригаду. Произведен в штабс-капитаны 5 августа 1917 года.
В Гражданскую войну участвовал в Белом движении на Юге России. В 1919 году прибыл в Новороссийск из Салоников, во ВСЮР и Русской армии — в 1-м танковом дивизионе. Выехал на фронт 1 мая 1919 года в команде танка «Вещий Олег», с 4 по 26 мая находился в районе боевых действий 1-го армейского корпуса. Также совершил боевые выезды: в августе 1919 года у станции Ржава, поддерживая 1-й Корниловский ударный полк, 7—8 сентября при взятии Курска, в октябре того же года, действуя с 3-м конным корпусом Шкуро под Касторной. Награждён орденом Св. Николая Чудотворца
За то, что в бою 25 мая 1920 года, командуя танком под сильным огнем противника и не взирая на ожесточенное сопротивление латышей, прорвал первую и вторую укрепленные линии противника у села Преображенка, причем захватил одно орудие и несколько пулеметов, затем двинулся далее на артиллерийскую позицию противника. Когда танк остановился по пути для оказания помощи другому танку, навлекая на себя огонь всей артиллерии противника и когда в нем возник пожар, он вывел свою команду и расположил ее для прикрытия танка до подхода цепей своей пехоты.
Состоял членом Орденской Николаевской думы. Галлиполиец. Осенью 1925 года — в составе Технического батальона в Югославии, подполковник. В эмиграции там же. Умер в 1951 году. Похоронен на Мирогойском кладбище в Загребе.

## Награды
- Орден Святой Анны 4-й ст. с надписью «за храбрость» (ВП 2.07.1916)
- Орден Святителя Николая Чудотворца (Приказ Главнокомандующего № 3651, 16 сентября 1920)